# Folgueroles
Folgueroles est une commune de la province de Barcelone, en Catalogne, en Espagne, de la comarque d'Osona

## Lieux et monuments
- Maison musée Jacint Verdaguer, Carrer Major, 7[1]

## Personnalités liées à la commune
- Jacint Verdaguer (1945-1902), poète catalan[2]